# Anna Grabka
Anna Grabka (ur. 1961 w Szczecinie) – polska tancerka, pedagog baletu i baletmistrzyni w zespołach Dance Company Thos, Balet Bawarski oraz English National Ballet.

## Życiorys

### Praca w balecie
W 1980 roku po uzyskaniu dyplomu ukończenia Państwowej Szkoły Baletowej im. Romana Turczynowicza w Warszawie i została zaangażowana do zespołu baletowego Teatru Wielkiego w Warszawie. W tym roku podjęła też studia zaoczne dla pedagogów tańca klasycznego w Akademii Muzycznej im. Fryderyka Chopina w Warszawie, na Wydziale Edukacji Muzycznej, wybrała specjalność pedagogika baletu. W kwietniu 1983, zadebiutowała jako solistka w pierwszoplanowej roli Swanildy przedstawieniu Coppélia do muzyki Léo Delibesa, w choreografii Assafa Messerera. Następnie tańczyła w pierwszoplanowych rolach w klasycznym i neoklasycznym repertuarze baletowym w Operze Warszawskiej.
W Teatrze Wielkim współpracowała z pedagogami: Krystyną Popławską, Teresą Memches, Galiną Stupnikową, Nikołajem Charitonowem. W przygotowaniu roli Aurory z baletu Śpiąca królewna, współpracowała z Nelli Kurgapkiną i Piotrem Gusiewem.
Do polskiej prapremiery baletu „Serenada” w choreografii George’a Balanchine’a pracowała z Patricią Neary.
Od 1985 do 2003 roku współpracowała z zespołem Johna Neumeiera Hamburger Ballet.
Współpracowała z następującymi pedagogami:
- Irina Jakobson (od 1985 do 2001),
- Truman Finney (od 1985 do 1988),
- Charles Mudry (od 1985 do 1990),
- Giselle Roberge (od 1991 do 2000),
- Anatolij Nisniewicz (od 1990 do 1998),
- Sergiu Stefanschi (1988 do 1991),
- Azarij Plisiecki (1989),
- Egon Bichoff (1990),
- Martin Puttke (1990),
- Magdalena Popa (1991),
- Jürgen Schneider (1991),
- Boris Akimow (1992),
- Suki Schorer (1995).

Tańczyła w opracowaniach Johna Neumeiera, m.in.:
- Odetta w Illusionen-wie Schwanensee,
- Aurora w „Śpiącej królewnie”,
- partie Baleriny – Luisy w Dziadku do orzechów

Wykonywała pierwszoplanowe partie w baletach:
- Oniegin Johna Cranki (rola Tatiany),
- Theme and Variation i w Serenadzie George’a Balanchine’a,
- New Sleep Williama Forsythe,
- There is the time Jose Limona,
- The Britten evening Jiříego Kyliána,
- She was black Matsa Eka.

Przez 18 lat pracy w Hamburgu powstały dla niej kreacje do kilkunastu baletów Johna Neumeiera, m.in.: rola Azy w Peer Gyncie, Pallas-Ateny w balecie Odyseja, Kobieta w czerwieni w Zwiechenräume – IX Symfonii Mahlera, czy rola Berty w nowej wersji Neumeiera baletu Giselle z roku 2000.

## Praca pedagogiczna
W sezonie 2000/2001 zakończyła oficjalnie karierę artystyczną na scenie i zajęła się pracą pedagogiczną. Jednak do 2003, na życzenie Johna Neumeiera kontynuowała występy gościnnie z zespołem jako solistka. W sezonie 2002/2003 przy realizacji baletu La Bayadere w choreografii Mariusa Petipy w opracowaniu Natalii Makarowej pracowała także jako korepetytor.
W 2001 rozpoczęła studia w Akademii Muzycznej w Warszawie, na Wydziale Pedagogiki Baletu. W 2002 obroniła pracę magisterską dotyczącą powrotu tancerek klasycznych po okresie ciąży do zawodu. Jako docent gościnny w 2003 i 2006 prowadziła seminarium letnie dla przyszłych pedagogów baletu w Akademii Muzycznej w Warszawie.
Od 1997 roku udziela lekcji tańca klasycznego i prowadzi próby w zespołach:
- Hamburger Ballett Johna Neumeiera,
- English National Ballet,
- Bayerische Staatsballett,
- Göteborg Operan,
- Northern Ballet Theatre,
- Tanz-Komapanie Stepfana Thossa,
- Finnish National Ballet,
- Het National Ballet,
- Queensland Ballet,
- Swedish Royal Ballet.

Od 2006 zajmuje stanowisko Balletmeister of Royal Swedish Ballet.

## Nagrody i wyróżnienia
- W listopadzie 1982 zdobyła II miejsce w Ogólnopolskim Konkursie Baletowym w Gdańsku. W tym samym sezonie reprezentowała Polskę na Międzynarodowym Konkursie Baletowym w Warnie.
- W 2003 brała udział w pracach Jury XIII Polskiego Konkursu Baletowego w Gdańsku.

Od 2003 roku mieszka w Szwajcarii.